# Маттео Соранья
Маттео Соранья (італ. Matteo Soragna, 26 грудня 1975) — італійський баскетболіст.
Срібний призер Олімпійських Ігор 2004 року.
Бронзовий призер Чемпіонату Європи 2003 року.